# Haydée Ballesteros
Haydée Ballesteros Bayardo (1937-18 de febrero de 2020), fue una enfermera y docente uruguaya.

## Biografía
Hija de Alegorí Bayardo y Jacinto Eduardo Ballesteros. 
Estudió en la Escuela de Enfermería de la Universidad de la República egresando en 1957.
En 2004, fue Dieectora del Instituto Nacional de Enfermería (asimilado a facultad) de dicha universidad y Directora de la Unidad de Investigación de la Facultad de Enfermería desde 2010 al 2013.
Falleció el 18 de febrero de 2020 a los 83 años.